# Marvel: La Grande Alleanza 2
Marvel: La Grande Alleanza 2 (Marvel: Ultimate Alliance 2) è un videogioco del tipo dungeon crawler a visuale isometrica, prodotto dalla Activision, seguito di Marvel: La Grande Alleanza. Annunciato nel febbraio 2008, è uscito nel settembre 2009. Durante l'E3 è stato reso noto il nome ufficiale del videogioco.
La storia include temi dalle serie Secret War e Civil War per poi confluire in una trama originale.

## Trama

### Atto 1
L'inizio della trama del videogioco segue quella di Secret War, per cui si vede come nel filmato iniziale un gruppo di eroi (tra cui Capitan America, Iron Man, Wolverine e Spider-Man), guidati dal colonnello Nick Fury, assaltino Doomstadt (la capitale della Latveria, patria del diabolico Dottor Destino) poiché sospettano un'alleanza tra la prima ministra, Lucia von Bardas (dato che il Dottor Destino è all'inferno), e diversi supercriminali, ai quali vengono fornite armi dal Riparatore.
L'attacco è un successo e il castello di Destino viene distrutto, e la nemica ritenuta morta. Tuttavia un anno dopo avviene la replica latveriana, che con i suoi soldati e la sua avanzata tecnologia attacca New York causando diversi danni, ma fortunatamente le bombe non distruggono la città, e gli invasori vengono definitivamente sconfitti (Von Bardas, diventata cyborg, muore). Nick Fury, nascosto, tramite un LMD racconta di come il governo degli Stati Uniti non abbia approvato il suo piano di attacco alla Latveria, e quindi si capisce che l'offensiva è stata fatta di nascosto. A capo dello S.H.I.E.L.D. ci va Maria Hill, che mette subito in riga i supereroi.

### Atto 2
A questo punto la storia del gioco converge nella trama di Civil War, iniziando con il famoso incidente di Stamford ad opera dei New Warriors e di Nitro, e il conseguente atto di registrazione dei supereroi (ARS), che impone a questi di registrarsi (ossia svelare la propria identità) per operare. Così la comunità dei supereroi si divide in 2 fazioni, quella favorevole capeggiata da Iron Man e quella ribelle guidata da Capitan America (così come diversi soldati dello S.H.I.E.L.D., tra i quali si forma la sezione governativa, la Superhuman Restraint Unity); la prima squadra conta anche sull'appoggio di supercriminali quali Venom e Bullseye (Thunderbolts), controllati tramite naniti. La storia a questo punto si divide in due differenti parti a seconda del lato scelto, gli scenari d'azione sono più o meno gli stessi e si ispirano a eventi secondari di Civil War: la scelta di schieramento influisce sul ruolo della squadra, che attaccherà o difenderà un certo obiettivo.
Le due avventure si ricongiungono quando gli schieramenti si incontrano alla Geffen-Meyer (Civil War numero 3, numero 4), un impianto chimico di proprietà delle Stark Industries: i ribelli si trovano di fronte i favorevoli all'ARS, i supercriminali e lo S.H.I.E.L.D. con Maria Hill alla testa, determinata ad arrestare i ribelli. Seguendo il fumetto, ai ribelli è proposta l'amnistia ma il rifiuto di Cap fa cominciare la battaglia. In questo punto la trama del videogioco si discosta in parte da quella della saga narrativa: i supercriminali controllati dai naniti iniziano ad agire di proprio conto, non più controllati, andando contro tutti gli altri personaggi e piazzando bombe pronte a far esplodere il tutto. Nick Fury, camuffato da soldato S.H.I.E.L.D., riesce con l'aiuto dei supereroi, riuniti per far fronte al nemico comune, a disarmare gli ordigni di Green Goblin. Diversi LMD di Fury salvano gli eroi, portati nella base segreta del colonnello, che convince il Riparatore ad aiutarlo a scoprire la causa del malfunzionamento dei naniti.

### Atto 3
Nick Fury convince gli eroi salvati ad aiutarlo, poiché né Steve Rogers né Tony Stark gli credono: per ottenere una sintesi della formula dei naniti, gli eroi insieme a Fury vanno a Ryker's Island, nella cui prigione è presente il portale per la zona negativa e la relativa prigione 42, allestita da Mister Fantastic, Tony Stark e Henry Pym. Dopo aver recuperato la formula e liberato gli eroi prigionieri, vedendo la gravità dell'infezione dei naniti, Nick Fury decide di innescare il sistema di autodistruzione della struttura. Il piano viene completato con successo, ma Nick Fury viene ritenuto morto.
Purtroppo anche alcuni naniti sono sopravvissuti, per cui l'ARS viene sospeso e con esso le ostilità tra supereroi (nonostante il rifiuto di Maria Hill). Il gruppo si dirige allora in Wakanda, il regno di Pantera Nera, per cercare di fermare la crescente epidemia di naniti, che infetta anche gli abitanti. È vitale anche impedire che i nemici acquisiscano il vibranio. Si scopre anche i naniti si sono evoluti e si sono organizzati in una mente collettiva, chiamata "The Fold", a cui capo c'è Nick Fury. Ormai gran parte del pianeta, compresa New York e con essa la Stark Tower, base dei supereroi, è sotto il controllo dei nemici per cui la nuova base operativa degli eroi è proprio nel palazzo reale wakandiano.
I segnali dei naniti si trasmettono attraverso alte torri radio sparse per il globo: allora gli eroi decidono di infiltrarsi su quella principale, situata in Islanda nei pressi di Reykjavík, per installare un segnale radio che blocca la tecnologia dei naniti. Nella tana del lupo non mancano i supereroi nanizzati: al culmine della missione si fronteggiano il Riparatore, la vera mente dietro a "The Fold", e un Nick Fury nanizzato ridotto alle fattezze di un cyborg. La minaccia dei naniti è finalmente debellata.

## Novità
Il gameplay resta abbastanza invariato, nonostante vengano introdotte molte novità. Prima di tutte le fusioni, combinazioni di poteri tra diversi eroi formando speciali tecniche; le combinazioni variano spesso solo nei personaggi mantenendo gli stessi movimenti e variando singoli elementi o particolari, comunque il tasso di variabilità delle fusioni rimane alto. È stato rinnovato lo scenario reso totalmente interattivo e distruttibile: spesso durante le fusioni gli eroi distruggeranno il terreno o addirittura ne estrarranno frammenti per poi lanciarli. I danni al terreno scompaiono dopo un breve periodo. Il comparto grafico del videogioco è stato particolarmente migliorato nelle versioni PlayStation 3 e Xbox 360. Una versione PC è stata rilasciata su Steam a luglio 2016.

### Fusioni
Nel videogioco è possibile eseguire delle fusioni ovvero delle speciali combo di attacco che prevedono l'utilizzo dei poteri di due personaggi messi insieme. Nick Fury controllato dai naniti, non effettua fusioni. Le fusioni dipendono da uno dei due personaggi scelti, che può farla con più di un partner; per esempio, la Torcia Umana può dar fuoco ad una roccia, o l'Uomo Ghiaccio può congelarla, poi un eroe dotato di superforza (la Cosa, Hulk, Luke Cage, Venom, Juggernaut) la solleva e la lancia; oppure la Donna Invisibile protegge un partner con uno scudo mentre questi corre e investe i nemici.

### Bonus Team
Nel gioco si possono formare vari team che daranno dei BONUS come resistenza, forza o altre qualità alla squadra:
| Nome              | Personaggi                                                                                        | Bonus Team                    |
| ----------------- | ------------------------------------------------------------------------------------------------- | ----------------------------- |
| Masters of Energy | Iron Fist, Gambit, Penance, Nick Fury, Ms. Marvel, Jean Grey                                      | +15% salute massima           |
| Master Minds      | Iron Man, Spider-Man, Nick Fury, Mr. Fantastic                                                    | +15% salute massima           |
| Pro-Registration  | Iron Man, Mr. Fantastic, Ms. Marvel, Deadpool, Spider-Man, Songbird                               | +15% salute massima           |
| Think Tanks       | Green Goblin, Mr. Fantastic, Hulk, Iron Man, Spider-Man                                           | +15% salute massima           |
| Agents of SHIELD  | Wolverine, Daredevil, Iron Man, Ms. Marvel, Nick Fury, Mr. Fantastic                              | +15% salute massima           |
| Agile Warriors    | Deadpool, Spider-Man, Daredevil, Iron Fist                                                        | +2 tutti gli attributi        |
| Bruisers          | Ms. Marvel, Thor, Hulk, Luke Cage, Venom, Thing                                                   | +5 colpo                      |
| Martial Artists   | Iron Fist, Daredevil, Wolverine, Captain America, Deadpool                                        | +5 colpo                      |
| Classic Avengers  | Captain America, Iron Man, Thor, Hulk                                                             | +15% resistenza               |
| Fantastic Four    | Mr. Fantastic, Thing, Invisible Woman, Human Torch                                                | +35% fusione                  |
| Femmes Fatale     | Jean Grey, Ms. Marvel, Storm, Songbird, Invisible Woman                                           | +5% danno                     |
| Natural Leaders   | Captain America, Storm, Ms. Marvel, Mr. Fantastic, Songbird                                       | +5% esperienza                |
| New Avengers      | Spider-Man, Luke Cage, Iron Man, Iron Fist, Ms. Marvel, Wolverine                                 | +10% resistenza a tutto       |
| Secret Avengers   | Spider-Man, Captain America, Luke Cage, Iron Fist, Invisible Woman, Human Torch, Nick Fury, Storm | +3 lavoro di gruppo           |
| Shut Up Already   | Thing, Deadpool, Spider-Man, Human Torch, Iceman                                                  | +15% resistenza massima       |
| X-Men             | Wolverine, Iceman, Jean Grey, Storm, Gambit                                                       | +15% resistenza massima       |
| Natural Forces    | Iceman, Jean Grey, Storm, Thor, Human Torch                                                       | +5% danno                     |
| Secret Warriors   | Captain America, Wolverine, Spider-Man, Luke Cage, Daredevil                                      | +5% danno                     |
| Thunderbolts      | Venom, Green Goblin, Songbird, Penance                                                            | +5% danno                     |
| Weapon Specialist | Thor, Captain America, Deadpool, Daredevil, Green Goblin, Gambit                                  | +5% possibilità colpo critico |

Spider-Man è presente sia come sostenitore che avversario della Registrazione, in accordo con la saga Civil War

## Personaggi

### Giocabili
Lista dei personaggi giocabili (nella colonna destra, i loro costumi alternativi):
| Nome originale  | Nome italiano    | Costume alternativo |
| --------------- | ---------------- | --- |
| Captain America | Capitan America  | Ispirato a Ultimate Captain America disegnato da Bryan Hitch in The Ultimates v1.                                                               |
| Daredevil       | Devil            | Ispirato al design di Gabriele Dell'Otto visto nella serie Guerra Segreta, ma contiene elementi del costume corazzato comparso in Daredevil v1. |
| Deadpool        | Deadpool         | Ispirato al design di Mark Bagley visto in Ultimate Spider-man numero 93.                                                                       |
| Gambit          | Gambit           | Ispirato al design di Salvador Larroca visto in X-men numero 185, numero 187.                                                                   |
| Green Goblin    | Green Goblin     | HobGoblin |
| Hulk            | Hulk             | Hulk Rosso. |
| Human Torch     | Torcia Umana     | Ispirato al design di Greg Land in Ultimate Fantastic Four.                                                                                     |
| Ice Man         | Uomo Ghiaccio    | Ispirato al design di Makoto Nakatsuka visto nella serie X-men: Ronin.                                                                          |
| Invisible Woman | Donna invisibile | Ispirato al design di Greg Land in Ultimate Fantastic Four.                                                                                     |
| Iron Man        | Iron Man         | Ispirato al design originale di Jack Kirby degli anni 60.                                                                                       |
| Jean Grey       | Jean Grey        | Ispirato al design di Marko Đurđević visto nella serie X-men: First Class.                                                                      |
| Luke Cage       | Luke Cage        | Ispirato al design di Gabriele Dell'Otto visto nella serie Guerra Segreta.                                                                      |
| Mr. Fantastic   | Mister Fantastic | Ispirato al design di Greg Land in Ultimate Fantastic Four.                                                                                     |
| Ms. Marvel      | Ms. Marvel       | Ispirato al design di Mike Wieringo visto in Ms. Marvel numero 10 e al costume di Binary.                                                       |
| Nick Fury       | Nick Fury        | Nessun costume alternativo. |
| Penance         | Penance          | Ispirato al design di Marko Đurđević e Mike Deodato visto nella serie Thunderbolts.                                                             |
| Songbird        | Songbird         | Ispirato al design di Patrick Zircher visto in Thunderbolts Vol.1 numero 61, numero 63.                                                         |
| Spider-Man      | Uomo Ragno       | Ispirato al costume Iron Spider-Man creato da Tony Stark poco prima della serie Civil War.                                                      |
| Storm           | Tempesta         | Ispirato al design di Simone Bianchi visto nella serie Astonishing X-men.                                                                       |
| The Thing       | La Cosa          | Ispirato al design di Greg Land in Ultimate Fantastic Four.                                                                                     |
| Thor            | Thor             | Ispirato al design di Marko Đurđević visto in Thor numero 8.                                                                                    |
| Venom           | Venom            | Ispirato al design di Joe Madureira visto in Ultimates 3 numero 1.                                                                              |
| Wolverine       | Wolverine        | Ispirato al design di Gabriele Dell'Otto visto nella serie Guerra Segreta.                                                                      |

### Esclusivi
Inoltre, come era accaduto con il primo episodio, anche Marvel: La Grande Alleanza 2 avrà dei personaggi esclusivi per ogni console. Questi personaggi sono:
- Pugno d'acciaio (disponibile solo per Xbox 360 e PlayStation 3)
- Fenomeno (scaricabile da Xbox Live Marketplace per Xbox 360 e da PlayStation Network per PlayStation 3)
- Blade (disponibile solo per Nintendo Wii, PlayStation 2 e PSP)
- Ciclope (disponibile solo per Nintendo Wii, PlayStation 2 e PSP)
- Psylocke (disponibile solo per Nintendo Wii, PlayStation 2 e PSP)
- Sentry (disponibile solo per Nintendo DS)
- She-Hulk (disponibile solo per Nintendo DS)

Per un tempo limitato è stato possibile acquistare anche cinque nuovi personaggi per le versioni Xbox 360 e PlayStation 3 scaricabili rispettivamente da Xbox Live Marketplace e da PlayStation Network:
- Cable
- Carnage
- Psylocke
- Pantera Nera
- Magneto

### Personaggi Bloccati
I principali boss delle due squadre (Iron Man, Mr Fantastic e Songbird da un lato, Capitan America, Luke Cage e Pugno d'Acciaio dall'altro) non sono disponibili durante tutto l'Atto 2 a seconda della fazione scelta; nelle prime due missioni, sarà bloccata anche la Cosa, come da trama del fumetto (Ben Grimm non riesce a decidere che lato sostenere e va all'estero per un po', ritornando per lo scontro finale a Times Square); sarà alleato non giocabile alla fine della seconda missione del secondo atto; nella pausa prima della terza missione nella Zona Negativa è visibile nel rifugio di Nick Fury, e selezionabile da questo momento in poi.
Negli scenari sono nascosti 30 oggetti: 10 frammenti di metallo Uru, 10 regolatori Gamma, 10 pezzi del cristallo M'Kraan; collezionando 5 di ciascuno si sbloccheranno rispettivamente Thor (il martello Mjolnir è fatto di Uru), Hulk (nato da una bomba gamma) e Jean Grey/Fenice (custode del cristallo M'Kraan)
I supercriminali controllati da naniti saranno disponibili solo dopo averli sconfitti in Wakanda nell'Atto 3.
I costumi alternativi saranno sbloccati totalizzando 50 avversari sconfitti col personaggio scelto.

## Boss
Nel gioco bisognerà affrontare dei personaggi. Ovviamente i personaggi differenziano a seconda di quale fazione si sceglie. Inoltre, come per i personaggi giocabili, ci saranno anche dei boss esclusivi per ogni console. Da notare che alcuni boss di una fazione saranno negli stessi scenari alleati non utilizzabili giocando per l'altra fazione

### Boss Anti-Registrazione
Questi sono i boss che affronterete se sceglierete di stare con Capitan America:
- Alfiere (disponibile solo per Xbox 360 e PlayStation 3)
- Vedova Nera
- Bullseye
- Lady Deathstrike
- Molten Man (disponibile solo per Xbox 360 e PlayStation 3)
- Uomo Multiplo (disponibile solo per Xbox 360, PlayStation 3)
- She-Hulk
- War Machine (disponibile solo per Xbox 360 e PlayStation 3)
- Wonder Man
- Calabrone
- Mr. Fantastic
- Iron Man

### Boss Pro-Registrazione
Questi sono i boss che affronterete se sceglierete di stare con Iron Man:
- Cable
- Ercole
- Donna Ragno
- Cloak e Dagger (disponibile solo per Nintendo Wii, PlayStation 2 e PSP)
- Uomo Multiplo (disponibile solo per Xbox 360 e PlayStation 3)
- Firestar (disponibile solo per Xbox 360 e PlayStation 3)
- Prodigy (disponibile solo per Xbox 360 e PlayStation 3)
- Patriot (disponibile solo per Xbox 360 e PlayStation 3)
- Golia Nero
- Colosso (disponibile solo per Xbox 360 e PlayStation 3)
- Devil
- Capitan America

### Nemici
Questa è la lista dei nemici comuni che combatteremo durante il corso del gioco sia se sceglieremo di stare con Capitan America e sia se sceglieremo di stare con Iron Man.
Inoltre, come per i personaggi giocabili e i boss, ci saranno anche dei nemici esclusivi per ogni console.
- Titanium Man (disponibile solo per Xbox 360 e PlayStation 3)
- Quicksilver (disponibile solo per Nintendo Wii, PlayStation 2 e PSP)
- Magneto (disponibile solo per Nintendo Wii, PlayStation 2 e PSP)
- Uomo Assorbente (disponibile solo per Nintendo Wii, PlayStation 2, PSP e Nintendo DS)
- Grey Gargoyle (disponibile solo per Nintendo Wii, PlayStation 2 e PSP)
- Electro
- Lucia von Bardas
- Jack Lanterna (disponibile solo per Xbox 360 e PlayStation 3)
- Scorpione (disponibile solo per Nintendo Wii, PlayStation 2 e PSP)
- Uomo Scimmia (disponibile solo per Nintendo Wii, PlayStation 2, PSP e Nintendo DS)
- Havok (disponibile solo per Xbox 360 e PlayStation 3)
- Wizard (disponibile solo per Xbox 360 e PlayStation 3)
- Shocker (disponibile solo per Xbox 360 e PlayStation 3)
- Diamante (disponibile solo per Xbox 360 e PlayStation 3)
- Equinox (disponibile solo per Xbox 360 e PlayStation 3)
- Uomo Radioattivo (disponibile solo per Nintendo Wii, PlayStation 2 e PSP)
- Trottola Umana (disponibile solo per Xbox 360 e PlayStation 3)
- A-Bomb (disponibile solo per Xbox 360 e PlayStation 3)
- Riparatore
- Sinistro Mietitore (disponibile solo per Xbox 360 e PlayStation 3)
- Moonstone
- Songbird
- Soldato d'Inverno (disponibile solo per Nintendo Wii, PlayStation 2 e PSP)
- Lizard (disponibile solo per Nintendo Wii, PlayStation 2 e PSP)
- Justice (disponibile solo per Xbox 360 e PlayStation 3)
- Ustionatore
- Nanite She-Hulk
- Nanite Nick Fury

Quest'ultimo è il Boss finale, capace di utilizzare poteri di altri personaggi, come A-Bomb o Electro; sconfiggendolo, sarà disponibile come personaggio giocabile nel simulatore o in modalità difficile.

## Altri personaggi
Ecco invece la lista degli altri personaggi che fanno un cameo nel videogioco:
- Pantera Nera
- Maria Hill
- Namorita
- Nick Fury
- Nitro
- Speedball

Nel videogioco appare anche lo sceneggiatore di fumetti Stan Lee in un cameo; è tra gli ostaggi nell'ultima missione dell'Atto 1, e viene nominato con il nome senatore Lieberman (il vero nome di Stan Lee è Stanley Lieberman).
Sono citati, inoltre, il Punitore e il Dottor Destino; del primo parla Capitan America dicendo di non averlo accolto tra i ribelli perché troppo problematico (nel fumetto Cap accetta il suo aiuto ma lo scaccia quando uccide due supercriminali venuti ad unirsi); sul secondo ci sono note nei dossier SHIELD, sostenendo che sia perso in qualche dimensione sconosciuta o addirittura all'Inferno (Destino è stato prigioniero all'Inferno nella continuity dei Fantastici 4; alla fine di Marvel: La Grande Alleanza Odino lo punisce per ciò che gli ha fatto).

## Accoglienza
La rivista Play Generation lo classificò come uno dei quattro migliori titoli con i supereroi dei fumetti come protagonisti.

## Sequel
È stato annunciato Marvel: La Grande Alleanza 3: L'Ordine Nero durante i The Game Awards 2018, la storia narra le vicende delle gemme dell'infinito, il gioco è uscito il 19 luglio 2019 in esclusiva Nintendo Switch.